# Amöneburg
Amöneburg – miasto w Niemczech, w kraju związkowym Hesja, w rejencji Gießen, w powiecie Marburg-Biedenkopf. Leży na wzgórzu otaczając kościół św. Jana (St. Johann) z XII wieku.
Miasto zawdzięcza swoją nazwę rzece Ohm, która przepływa nieopodal. Do Amöneburga należą następujące dzielnice: Erfurtshausen, Mardorf, Roßdorf oraz Rüdigheim. Miasto, które stanowi katolicką enklawę w ewangelickiej środkowej Hesji, jest zamieszkiwane przez 5141 mieszkańców (dane z 30 czerwca 2015).
6 maja 2007 na rynku z XII w., na szczycie góry pochodzenia wulkanicznego uroczyście świętowano 80. rocznicę powstania rezerwatu przyrody. Rezerwat rozpościera się dookoła Amöneburga (koło Kirchhain, około 12 km na wschód od Marburga) i zajmuje powierzchnię 31 ha.

## Współpraca
Miejscowości partnerskie:
- Château-Garnier, Francja
- Stolpen, Saksonia
- Tragwein, Austria
- Tuoro sul Trasimeno, Włochy